# Leo Oppenheim
Leo Oppenheim (vagy A. Leo Oppenheim, teljes nevén Adolf Leo Oppenheim) (Bécs, 1904. június 7. – Chicago, Illinois, 1974. július 21.) korának legkiválóbb asszíriológusa, a Chicago Assyrian Dictionary (CAD) állandó szerkesztője, a Chicagói Egyetem keleti stúdiumainak professzora.

## Élete
Felsőfokú tanulmányait a Bécsi Egyetemen végezte, ahol 1933-ban megszerezte a Ph.D. tudományos fokozatot. Szülei a holokauszt következtében haltak meg, Oppenheim Elizabeth nevű feleségével nagy nehézségek árán menekült a megszállt Ausztriából. Az Amerikai Egyesült Államokba emigrált, ahol csak 1947-ben lett a Chicagói Egyetem tudományos munkatársa. Tanári állást csak 1950-ben kapott. Ekkorra a második világháború emléke miatt elhagyta az Adolf keresztnevet, helyette legfeljebb az A. rövidítést használta.
1952-től haláláig a CAD társszerkesztője. Ezt a szótárt már 1921-től tervezték, de csak az ötvenes évektől indult meg igazán, azóta 20 kötete jelent meg. Ephraim Avigdor Speiser írta róla, hogy Oppenheim mindenkinél jobban ismeri az ékírás rejtelmeit és az akkád mindennapi élet és kultúra első számú tudósa. 1974-ben hirtelen halt meg.

## Fontosabb publikációi és ismeretterjesztő könyvei
- On Beer and Brewing Techniques in Ancient Mesopotamia, Journal of the American Oriental Society, X. 1950. december
- Ancient Mesopotamia: portrait of a dead civilization, 1977. szeptember 15. Chicago University Press
  - magyarul: Az ókori Mezopotámia, 2. kiadás, Gondolat Budapest 1982. ISBN 963-281-151-8
- Assyrian Dictionary of the Oriental Institute of the University of Chicago/a Part 2 (Assyrian Dictionary of the Oriental Institute of the Univers) Assyrian Dictionary of the Oriental Institute of the University of Chicago, Volume 21, Z edited by Martha T Roth xv + 170p, Oriental Institute, 1961.
- Catalogue of the cuneiform tablets of the Wilberforce Eames Babylonian collection in the New York Public Library
- Essays on Mesopotamian civilization
- Glass and Glass Making in Ancient Mesopotamia, 1988. október 1. Associated University Press (postumus)
- The Assyrian Dictionary of the Oriental Institute of the University of Chicago (társszerzők: Martha T. Roth, Erica Reiner)
- Untersuchungen zum babylonischen Mietrecht
- Letters from Mesopotamia: Official Business, and Private Letters on Clay Tablets from Two Millennia, 1967. november 28. Chicago University Press
- Legal and Administrative Texts in the Reign of Samsu-Iluna (Yale Oriental Series, Babylonian Texts), (társszerzők Samuel I. Feigin, Mark E. Cohen), Yale University Press, 1979. szeptember 10.

## Magyarul
- Az ókori Mezopotámia. Egy holt civilizáció portréja; sajtó alá rend. Erica Reiner, magyar kiadás gond. Komoróczy Géza, ford. Gödény Endre, előszó Erica Reiner, előszóford. Háklár Noémi; Gondolat, Bp., 1982